# DR뮤직
DR뮤직(영어: DR Music)는 1989년에 설립한 대한민국의 연예 기획사이다.

## 현재 소속 연예인
- 블랙스완
- 나태주
- 강예슬
- 김의영

## 과거 소속 연예인
- 베이비복스
- 베이비복스 Re.V
- 애즈원
- A4
- 최백호
- 구창모
- 플래티넘
- Snazzy
- 김태욱
- 빛과 소금
- 최진경
- 11월
- 최수민
- 라니아
- 블랙스완 전 멤버 (혜미, 영흔, 주디)